# Benešov
Benešov (in tedesco Beneschau) è una città della Repubblica Ceca, capoluogo del distretto omonimo, in Boemia Centrale.
Si trova a circa 40 km a sud-est di Praga. Nei dintorni si trovano il castello di Konopiště e Blaník, monte nazionale ceco.
I primi insediamenti a Benešov risalgono all'XI secolo.

## Amministrazione

### Gemellaggi
- San Pietro in Casale